# Bohdan Hellich

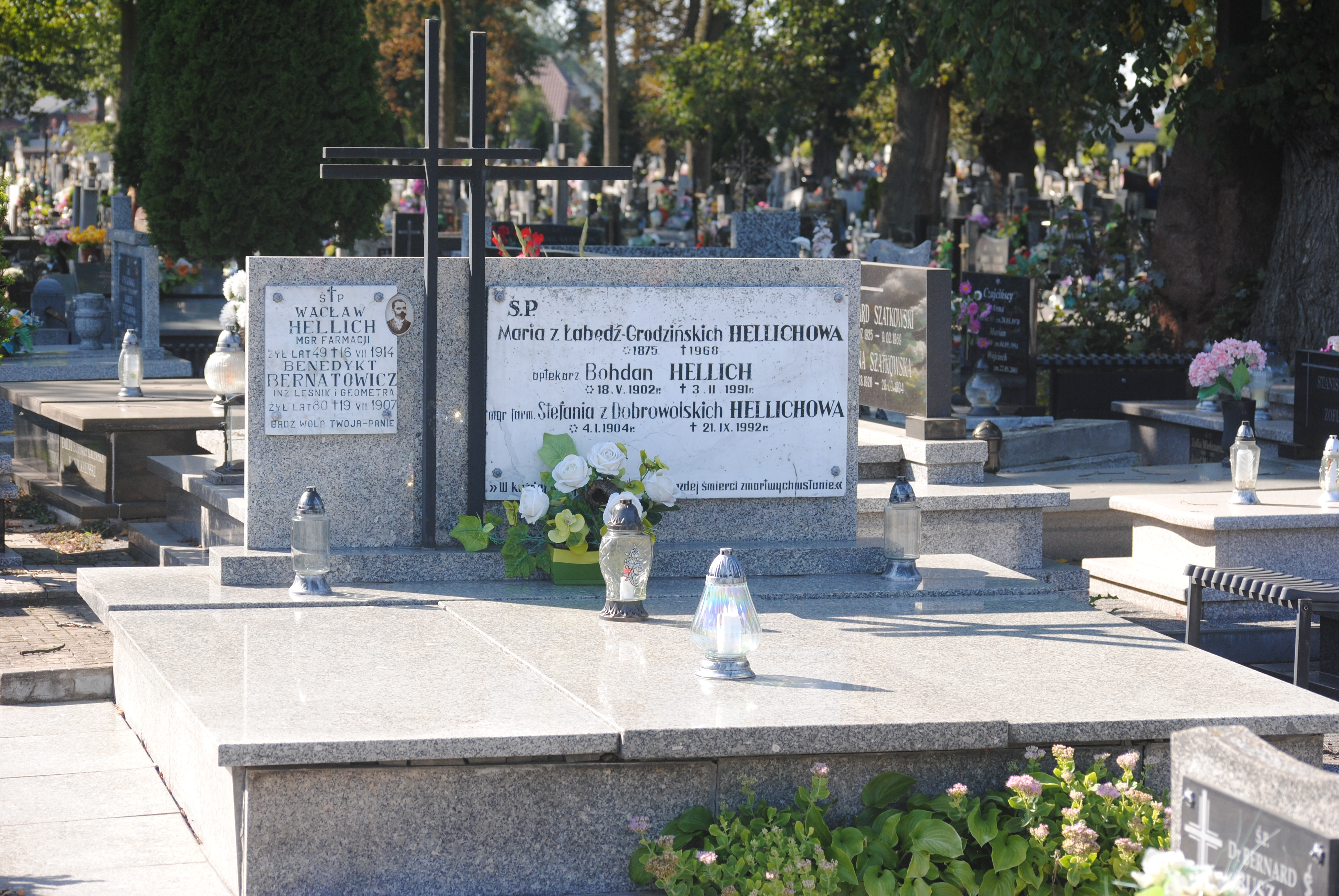
Grób Bohdana Hellicha na cmentarzu katolickim w Kole

Bohdan Hellich (ur. 18 maja 1902 w Tyszowcach, zm. 3 lutego 1991 w Kole) – polski aptekarz, działacz niepodległościowy, regionalista.

## Życiorys
Syn Wacława Hellicha i Marii z Grodzińskich. Jego rodzice zaangażowani byli w działalność niepodległościową, wkrótce po urodzeniu, wraz z rodzicami przeniósł się do Dąbia. Uczęszczał do Szkoły Realnej w Kole, związał się z Polską Organizacją Wojskową, gdzie zajmował się m.in. kolportowaniem wydawnictw podziemnych. W 1918 roku brał udział w rozbrajaniu stacjonujących w Kole żołnierzy niemieckich. Po ukończeniu Szkoły Realnej podjął pracę w Urzędzie Skarbowym w Kole. 
W 1933 roku wraz z żoną, Stefanią Dobrowolską, zakupił aptekę przy ulicy Sienkiewicza 16 w Kole. Po ukończeniu kursów uprawniających do wykonywania zawodu farmaceuty rozpoczął w niej pracę. W okresie międzywojennym był działaczem Związku Peowiaków, był także sekretarzem Poznańskiego Oddziału Towarzystwa Powstańców i Wojaków. Zaangażował się również w działalność związków zawodowych, pełnił funkcję prezesa Oddziału Związków Zawodowych Pracowników Skarbowych, a od 1937 roku także przewodniczącego Komisji Porozumiewawczej Związków Zawodowych w powiecie kolskim, konińskim i tureckim. 
Po wybuchu II wojny światowej opuścił Koło. Wkrótce po nim z miasta została wysiedlona jego rodzina, która trafiła do Krzeszowa, gdzie ponownie uruchomił aptekę. Utrzymywał kontakt z lokalnym ruchem oporu, dostarczając leki i środki opatrunkowe do oddziałów partyzanckich. Pomagał także mieszkańcom z pacyfikowanych wsi. W 1945 roku powrócił do Koła, gdzie ponownie prowadził aptekę. Jego apteka została później upaństwowiona. Od 1964 roku pracował w aptece w Brudzewie. 
Po październiku 1956 roku zaangażował się w działalność społeczną, był współorganizatorem Związku Zawodowego Pracowników Służby Zdrowia w Kole, gdzie pełnił funkcję społecznego inspektora pracy. Zajmował się także organizacją działalności turystycznej i wycieczek.  
Był jednym z założycieli Kolskiego Towarzystwa Kulturalnego, propagował utworzenie Muzeum Ziemi Kolskiej. Był członkiem Polskiego Towarzystwa Farmaceutycznego i jego sekcji historycznej, był współautorem biogramu Mariana Modrzejewskiego w Polskim Słowniku Biograficznym. Był autorem szkicu biograficznego Piotra Wojciechowskiego, zamieszczonego w publikacji Dom Wychowania Dziecka w Kole. Publikował także w periodyku „Ziemia Kolska”, współpracując m.in. z Kazimierzem Kasperkiewiczem. W latach 1960–1969 publikował w czasopismach „Służba Zdrowia” i „Farmacja Polska”, pisał artykuły dotyczące historii farmacji w Wielkopolsce oraz wspomnienia i biogramy. Badał życie i twórczość Wacława Gąsiorowskiego. W 1975 roku jego wspomnienia opublikowano w książce Wspomnienia farmaceutów z lat 1939-1945 wydanej przez Wydawnictwo Literackie. Pośmiertnie jego wspomnienia publikowano także w „Głosie Koła”. 
Został pochowany na cmentarzu rzymskokatolickim w Kole.

## Odznaczenia
- Medal Niepodległości[5]